# 東京都遊技業協同組合
東京都遊技業協同組合（とうきょうとゆうぎぎょうきょうどうくみあい）は1967年設立のパチンコ・パチスロ店舗の団体。都遊協。住所は東京都新宿区。2020年時点で東京都内のパチンコ店のほぼ全てに当たる約770店が加盟している。
東京都打球業組合連合会、東京都遊技場組合連合会（都遊連）が前身。全日本遊技事業協同組合連合会傘下組合の一つ。

## 協同研究
都遊協は早稲田大学との産学協同研究で「パチンコ・パチスロ依存症予防対策プログラム」を実施している。